# Lokalbahn Schwarzenau–Zwettl

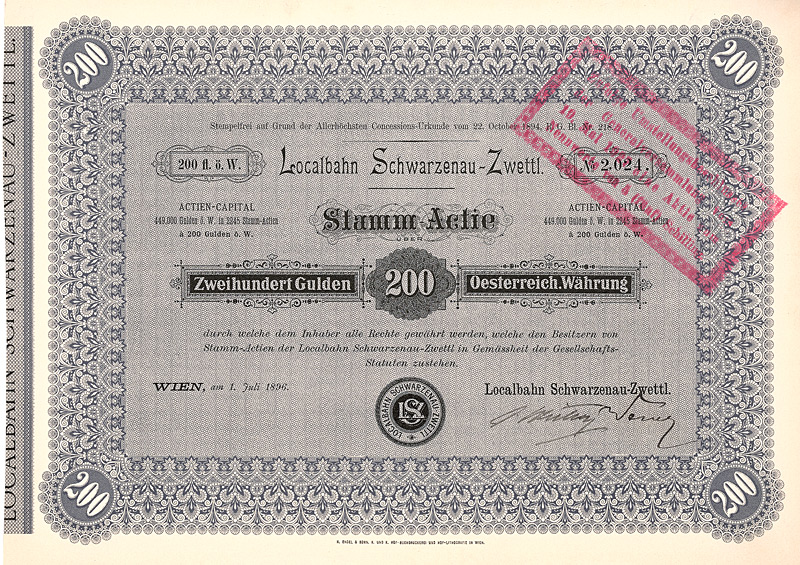
Stammaktie über 200 Gulden von 1896

Die Lokalbahn Schwarzenau–Zwettl war eine Lokalbahngesellschaft in Österreich. Sie war Eigentümer der Bahnstrecke Schwarzenau–Martinsberg-Gutenbrunn und – nach Erwerb der Lokalbahn Schwarzenau–Waidhofen – der Thayatalbahn von Schwarzenau nach Zlabings. Die Lokalbahn Schwarzenau–Zwettl wurde am 1. Jänner 1941 verstaatlicht.

## Geschichte
Die Gründung der „Aktiengesellschaft Localbahn Schwarzenau–Zwettl“ erfolgte auf Initiative der Stadt Zwettl am 8. Oktober 1895 in Wien.

### Aktienemissionen
Im Jahr 1896 wurden 2.245 Aktien mit einem Nennwert von 200 Gulden ausgegeben:
- Sparkasse Zwettl – 200.000 Gulden – 1.000 Aktien
- Privatpersonen – 161.000 Gulden – 805 Aktien
- Land Niederösterreich – 88.000 Gulden – 440 Aktien